# Taxiphyllum autoicum
Taxiphyllum autoicum är en bladmossart som beskrevs av Thériot 1932. Taxiphyllum autoicum ingår i släktet Taxiphyllum och familjen Hypnaceae. Inga underarter finns listade i Catalogue of Life.